# Patrician II
Patrician II è un videogioco di tipo gestionale con alcune componenti degli strategici a turni (con paesaggio, unità e strutture 2D), ambientato fra il 1300 e il 1500 nelle città alle coste dell'Europa con porti sul Mar Baltico e sul Mar del Nord (che formavano la Lega Anseatica), in cui si controllano navi mercantili e da guerra; sviluppato da Ascaron e distribuito nell'anno 2000.
Questo è il seguito di The Patrician distribuito nell'anno 1992 con il quale era iniziata la serie, che è poi continuata con Patrician III - Impero dei mari del 2002 (fatti tutti dalla stessa casa di sviluppo).

## Modalità di gioco
Ci sono 2 campagne (con filmati di intermezzo) per il gioco in singolo con vari livelli di difficoltà, relative a: politica (5 missioni in serie) ed avventura (varie missioni); sono presenti anche 5 lezioni per imparare le nozioni di base del gioco ("tutorial"). Inoltre si hanno a disposizione scenari con degli obiettivi, che sono poi utilizzabili soltanto per il gioco in gruppo su LAN con modem o su Internet e con un solo computer a turni.